# Heteronychus insignificus
Heteronychus insignificus är en skalbaggsart som beskrevs av William Jack 1923. Heteronychus insignificus ingår i släktet Heteronychus och familjen Dynastidae. Utöver nominatformen finns också underarten H. i. gracilis.